# Хунот Діас
Хунот Діас, також – Джуно Діас (ісп. Junot Díaz, 31 грудня 1968, Санто-Домінго) — американський письменник домініканського походження, пише англійською мовою.

## Біографія
З 6 років мешкає у США. Закінчив Ратгерський коледж, отримав ступінь бакалавра (1992), потім здобув ступінь магістра образотворчих мистецтв у Корнеллському університеті (1995). Працював у видавництві Ратгерського університету. Публікував новелістику у великих журналах (The Paris Review, The New Yorker, який включив його до списку двадцяти найкращих письменників XXI століття), у представницьких антологіях. Викладає літературну майстерність у Массачусетському технологічному інституті, редактор літературного відділу у журналі Boston Review.

## Твори

### Романи
- The Brief Wondrous Life of Oscar Wao. New York: Riverhead, 2007. ISBN 978-1-59448-958-7

### Збірки оповідань
- Drown]]. New York: Riverhead, 1996. ISBN 978-1-57322-041-5
- This Is How You Lose Her. New York: Riverhead, 2012. ISBN 978-1-59448-736-1

### Дитячі книжки
- Islandborn (with illustrations by Leo Espinosa). New York: Dial Press, 2018. ISBN 978-0735229860.

### Есеїстика
- "Homecoming, with Turtle" (The New Yorker, June 14, 2004)
- "Summer Love, Overheated" (GQ, April 2008)
- "One Year: Storyteller-in-Chief" (The New Yorker, January 20, 2010)
- "Apocalypse: What Disasters Reveal" (Boston Review, May/June 2011)
- "MFA vs. POC" (The New Yorker, April 30, 2014)
- "The Silence: The Legacy of Childhood Trauma"  (The New Yorker, April 16, 2018)

### Інше
- "Monstro". Latinx Rising. The Ohio State University Press. 2020.[4]

## Визнання
Відзначений низкою престижних премій, його проза перекладена багатьома мовами, зокрема китайською та японською. На Міжнародному книжковому ярмарку в Боготі (2007) був включений до списку 39 найперспективішних латиноамериканських письменників у віці до 39 років (). Стипендія Мак-Артура (2012).